# Ambanja
Ambanja est une ville et une commune urbaine (kaominina) du nord de Madagascar, dans la région de Diana, province d'Antsiranana.
Elle se situe à 18 km du port d'Ankify, un lieu qui relie l'île de Nosy be en bateaux.

## Géographie

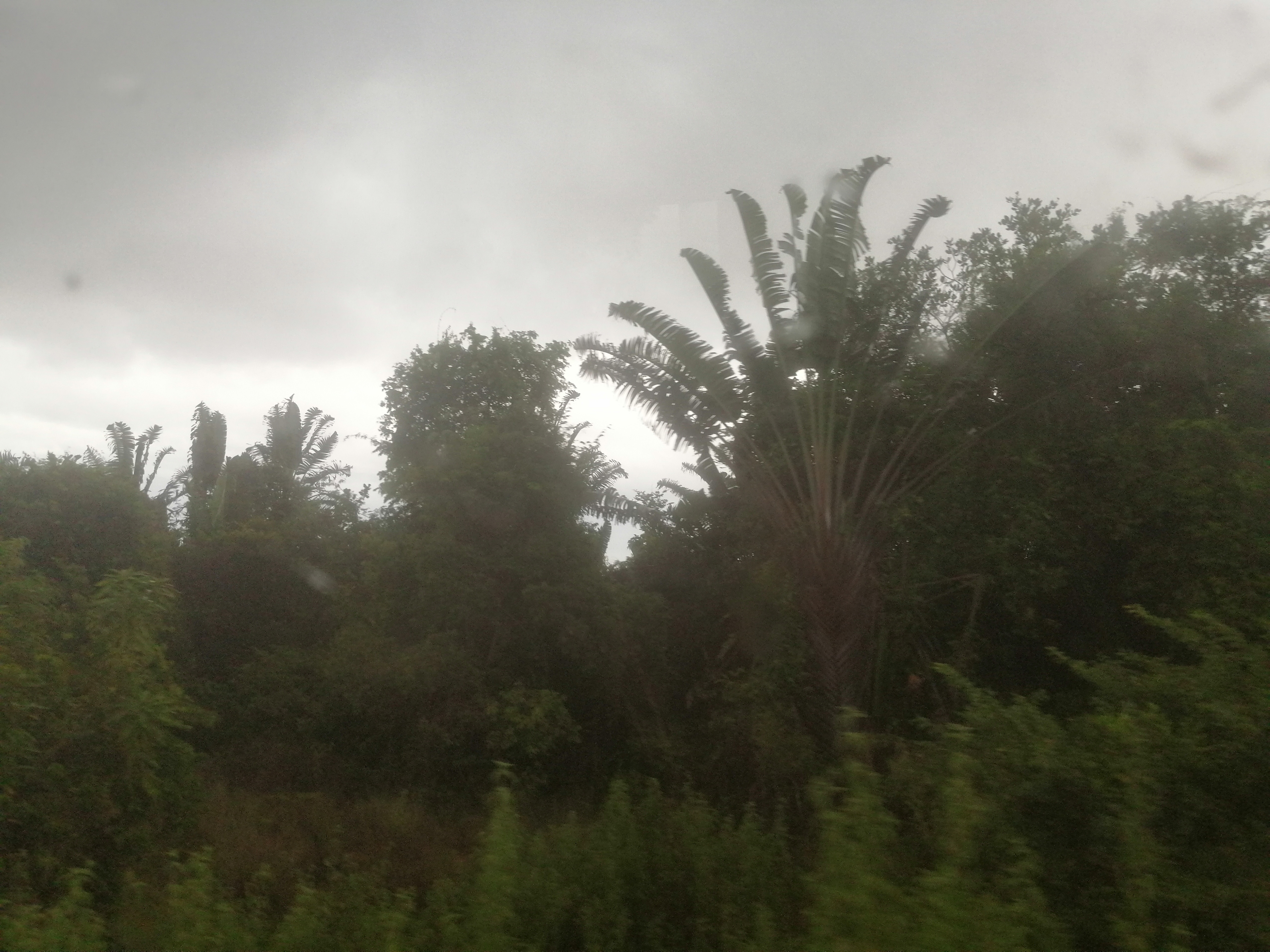
Ravinala à Ambanja

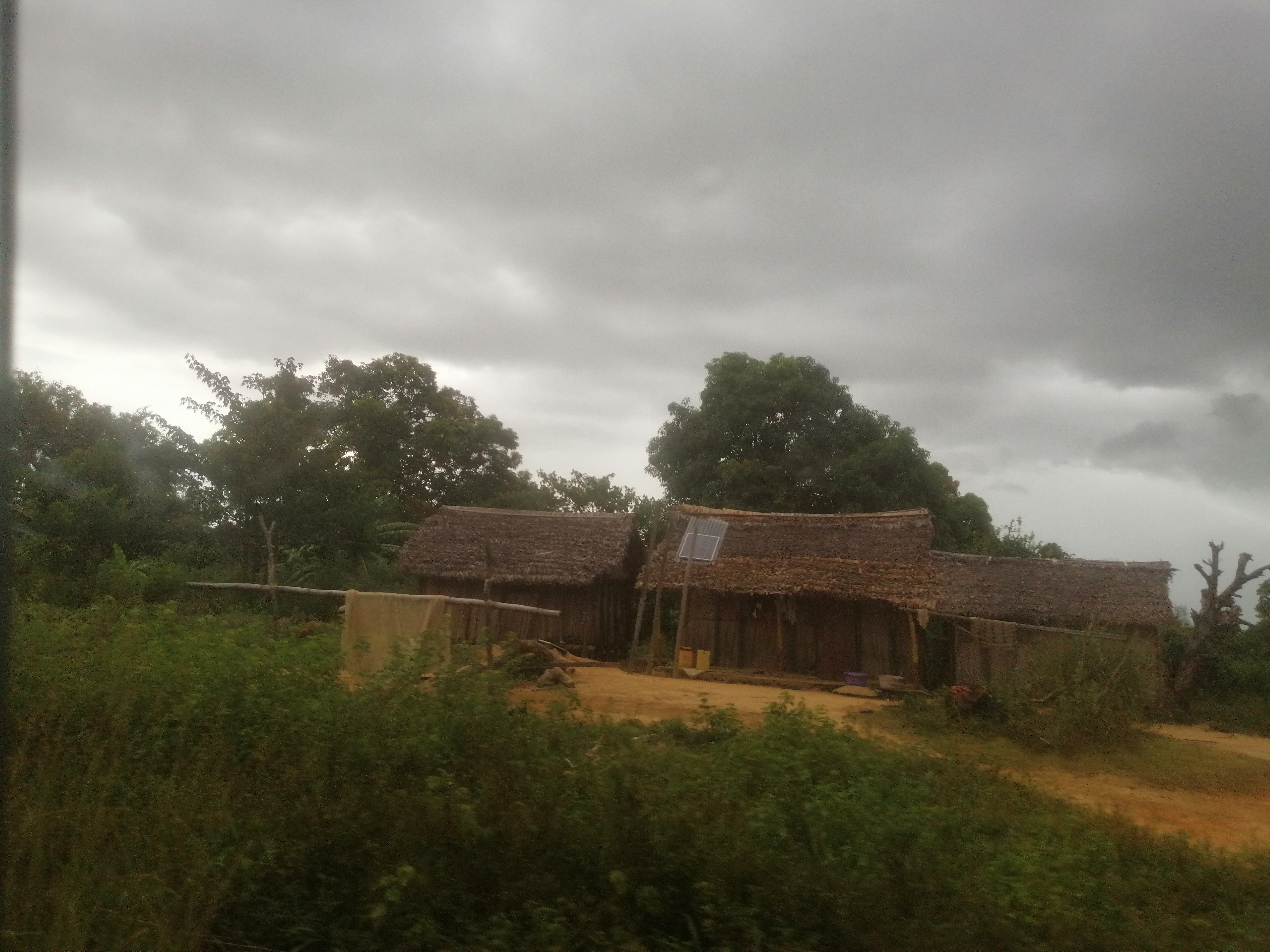
maison dont le toît et le mur est en Ravinala

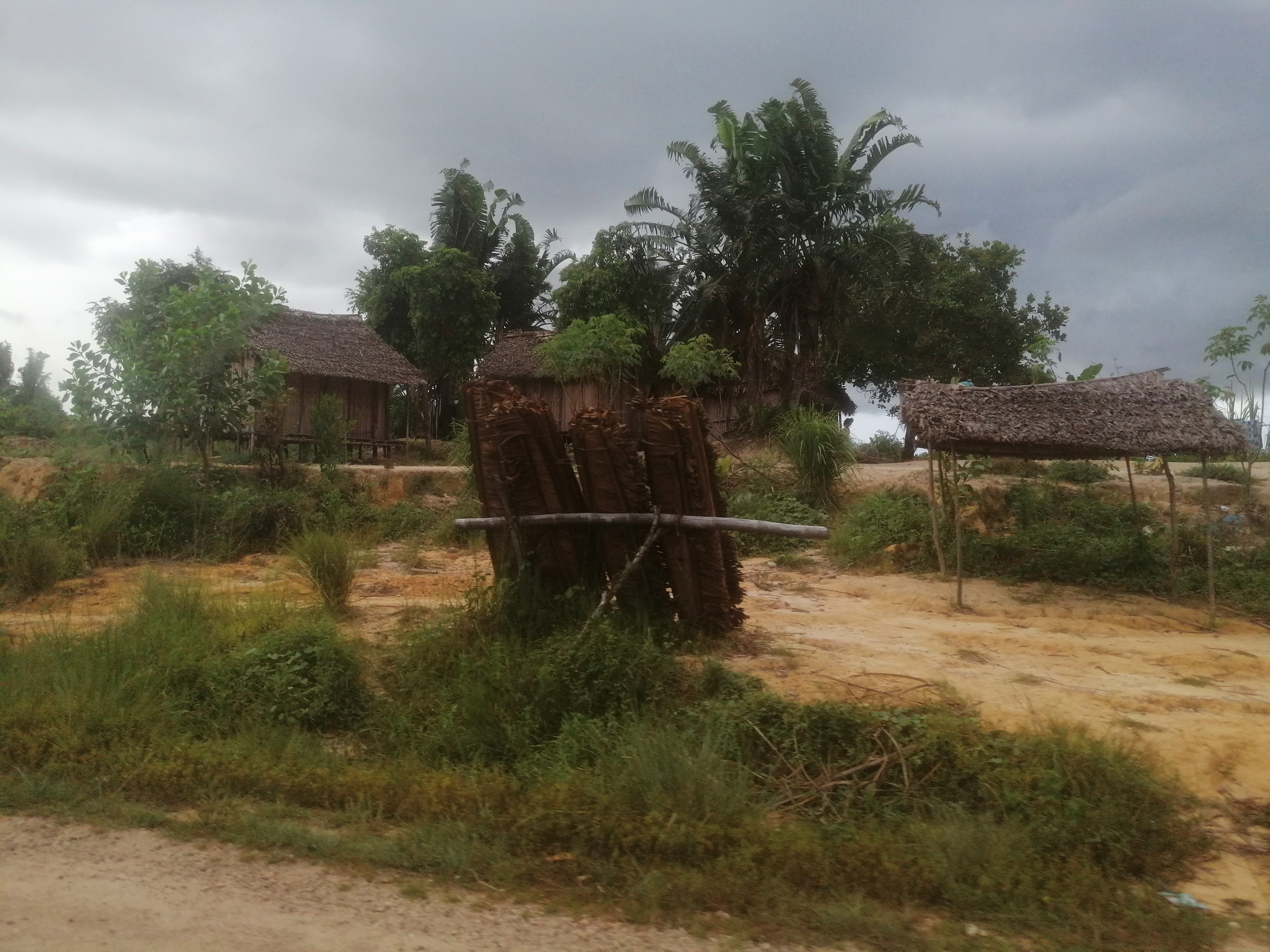
vente de Antrandra ou kasaka (feuille de ravinala)

Ambanja se situe près de la route nationale 6 (de Diego Suarez - vers Mahajanga et Antananarivo).
Elle est traversée par le fleuve Sambirano. Ambanja est située à environ 500 kilomètres à vol d'oiseau au nord d'Antananarivo, à 220 km par route d'Antsiranana (6 heures en moyenne de parcours).
C'est une belle vallée fertile avec un climat comparable à celui de la côte Est malgache.
Une végétation dense où des arbres du voyageur (Ravinala) cotoient le reste de forêt primaire.Depuis 1990 est apparue une pollution liée à l'exploitation du sable de construction et des rejets des déchets ménagers.

### Transport
Ambanja ne possède pas d'aéroport desservi par des vols internes ; seul un petit aéroport désaffecté s'y trouve.
La RN6 la sert, des coopérative de transport terrestre y est présent comme le Kofmad, Besady, Fifidi.

## Économie

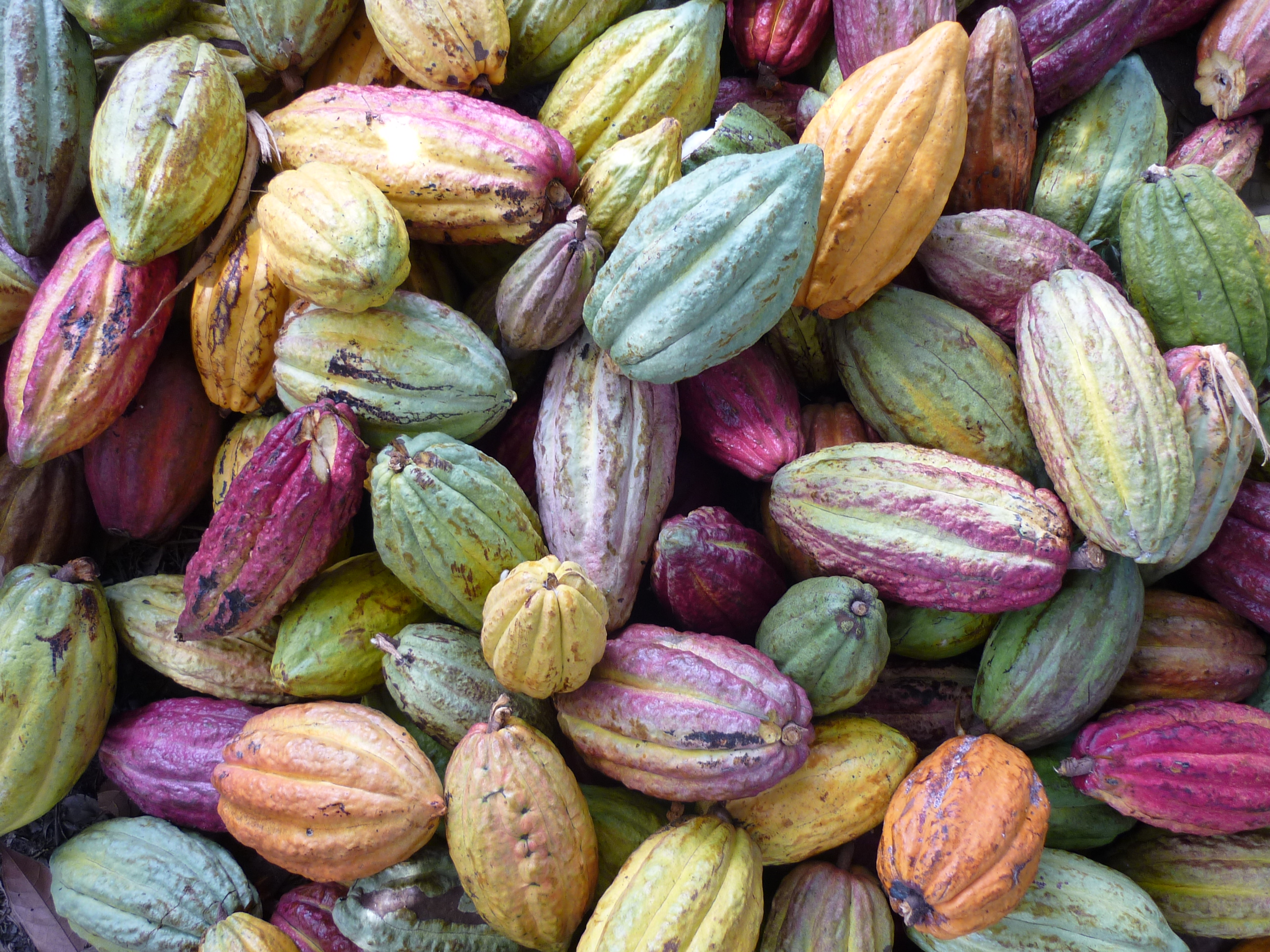
Récolte de cabosses de cacaoyers à Ambanja

Les terres qui entourent Ambanja sont encore riches en plantations de type colonial comme le cacao, le café, la banane, les  noix de cajou, la vanille, le poivre, le riz, la patate douce, le tabac et le manioc pour le tapioca et l'ylang-ylang. Les dernières terres cultivables disparaissent au profit de la ville qui s'agrandit sous la pression de la démographie. Quelques élevages naturels de zébus subsistent ; ceux-ci étaient toujours utilisés, en 2007, pour la traction des charrettes.

## Démographie
La population d'Ambanja est estimée à 33 433 habitants, en 2011.
Sa population croît par l'accueil des émigrés en provenance du centre et du sud de Madagascar. Ambanja est située au carrefour des îles touristiques comme Nosy Be et des grandes villes par voie terrestre.